# 6691 Trussoni
6691 Trussoni eller 1984 DX är en asteroid i huvudbältet som upptäcktes den 26 februari 1984 av den belgiske astronomen Henri Debehogne vid La Silla-observatoriet. Den är uppkallad efter Edoardo Trussoni.